# Hymenochirus feae
Hymenochirus feae é uma espécie de anfíbio da família Pipidae.
É endémica do Gabão.
Os seus habitats naturais são: florestas subtropicais ou tropicais húmidas de baixa altitude, rios, lagos de água doce intermitentes e marismas intermitentes de água doce.